# بنفشه برگ‌نیزه‌ای
 بنفشه برگ‌نیزه‌ای (نام علمی: Viola hastata) نام یک گونه از سرده بنفشه است.